# Mittelwerk
Mittelwerk GmbH a fost o fabrică subterană secretă folosită de Germania nazistă în cel de-al doilea război mondial pentru producerea rachetelor V-1 și V-2. Fabrica a fost săpată într-o mină de gips abandonată în muntele Kohnstein, din apropierea orașului Nordhausen, Germania. Până în 1945, aproximativ 900 de rachete au fost asamblate aici în fiecare lună.
La Mittelwerk lucrau în subteran deținuți din lagărul nou de muncă Dora-Mittelbau creat aici, prizonieri de război sovietici și francezi, precum și civili, în mare parte evrei polonezi. 
La Kohnstein exista o exploatare minieră încă din anul 1917, având deja mai multe tunele rezultate în urma săpăturilor. Sistemul de tunele fusese început din 1934, de către  societatea minieră austriacă Österreichisches Institut für Wirtschaftsforschung (WIFO) care construise aici un complex de clădiri, depozite de stocare (cel mai mare depozit de produse petroliere, combustibil și ulei din Germania), hale de producție și tabere de prizonieri.
În octombrie 1940, Ministerul Armamentului din Berlin a aprobat extinderea facilităților de la Mittelwerk, prin realizarea a două tunele mari, conectate la intervale regulate de tuneluri mai mici. 
Până la sfârșitul anului 1943, erau deja realizate 46 de astfel de tunele, ce măsurau în total 20 km, iar prin cele două tunele principale, s-au montat două căi ferate. 
Lucrul la Mittelwerk a început în data de 28 august 1943, atunci când primele camioane cu deținuți ajungeau în lagărul Dora-Mittelbau, provenind din lagărul de la Buchenwald. Întregul complex de la Mittelwerk se afla sub directa răspundere a generalului de brigadă SS Hans Kammler.

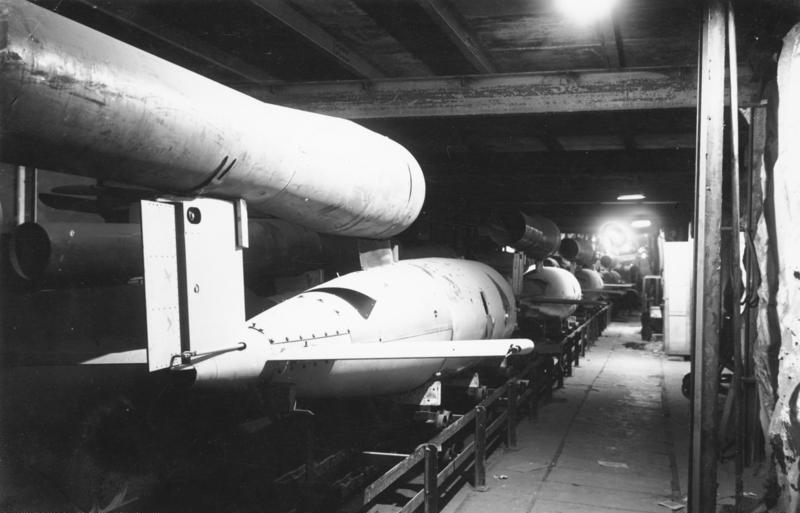
Linia de producție a rachetelor V-1

## Facilitățile de la Mittelwerk

### Sistemul de tunele
Principalele construcții de la Mittelwerk erau cele două tunele mari A și B, fiecare de aproximativ 1170 m lungime, și care erau conectate cu mai multe tuneluri mai mici corespunzătoare halelor de producție: Halle 1-20 (Nordwerk), aflate în partea de nord a complexului, destinate producției de motoare cu reacție pentru avioanele Messerschmitt Me 262 și Junkers; Halle 21-42 (Mittelwerk 1), fabricării și asamblării rachetelor V-2; Halle 43-46 (Mittelwerk 2) erau destinate fabricării rachetelor V-1.

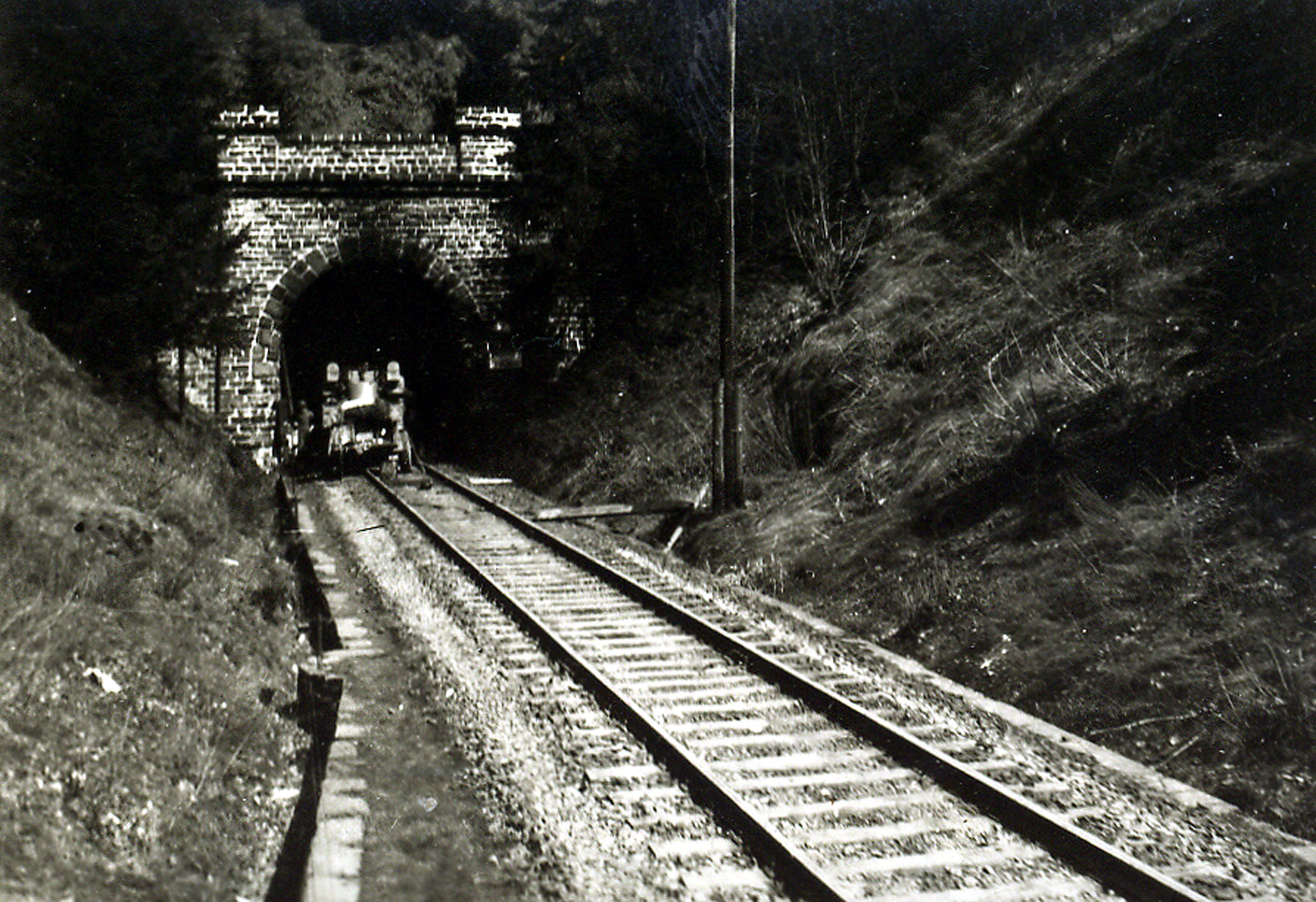
Complexul de tunele Mittelwerk

În Halle 39 rachetelor V-2 li se aplicau mai multe variante de camuflaj, și însemnate numerele de serie ale acestora. 
În Halle 41, se găsea o incintă de 50 m înălțime, dotată cu o macara de mare tonaj, unde rachetele erau ridicate la verticală, alimentate, și testate. Încărcăturile explozive nu erau atașate la rachete decât înainte de lansare. 
Tunelul A era folosit și pentru transportul pieselor, subansamblelor și materialelor necesare asamblării rachetelor, precum și ca spațiu de depozitare pentru rachetele construite. 
Tunelul B era folosit doar pentru transportul rachetelor asamblate, pregătite pentru livrare pe calea ferată. Acestea erau transportate de la Mittelwerk la locurile de lansare, majoritatea aflate în Franța și Olanda.

### Alte construcții
Mittelwerke  dispunea și de alte 4 facilități ce aparțineau de Institutul Nordhausen, toate lucrând la producția rachetelor V-1și V-2: Fabrica Nr.1 aflată la Sommerda, cu laboratoare de cercetare, Fabrica Nr.2 Montania, la Nordhausen, asamblare sisteme de propulsie, Fabrica Nr.3 la Kleinbodungen, experimentare și testare pentru V-2, Fabrica Nr.4 la Sonderhausen, integrare sisteme de control al zborului pentru V-2. Toate acestea au fost utilizate după război de către sovietici.
Au fost construite și mai multe mici depozite și ateliere de lucru in jurul Mittelwerk, unde erau stocate piese voluminoase (motoare și corpuri de racheta, secțiuni de fuzelaj, rezervoare de combustibil, etc) sau instrumente sensibile la umiditate.
Au existat și altele facilități nefinalizate, unele subterane, precum cele de la Vorwerk Mitte, Lehesten, sau Redl-Zipf, Austria.
În prezent, lângă fosta fabrică Mittelwerk, a fost ridicat un monument în amintirea celor 60 000 de oameni închiși, și a celor aproximativ 20 000 de deținuți care au pierit. Vizitatorii pot face un tur al muzeului, în care încă se mai găsesc piese ale rachetelor. 
Revista After the Battle menționează despre rachetele de la Mittelwerk: „V-1 și V-2 sunt singurele arme a căror fabricare a luat un tribut de vieți omenești mai mare decât cel pe care l-a luat detonarea lor“.